# Planímetro

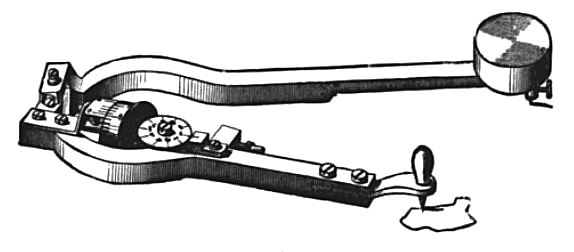
Un planímetro (1908) midiendo el área indicada por trazado de su perímetro.

El planímetro es un aparato de medición utilizado para el cálculo de áreas irregulares. Este modelo se obtiene con base en la teoría de integrales de línea o de recorrido.

## Contexto
Para los casos en los que se necesita calcular superficies irregulares o en perspectiva, como mapas o manchas la geometría clásica o incluso la geometría analítica no son suficientes y no prestan mayor utilidad. Por ello es necesario recurrir a una herramienta de medición específica para tal fin, el planímetro es una buena y fácil alternativa.

## Modelo y esquema de utilización
Se tiene un origen O, dos longitudes constantes conocidas R y L, y los ángulos variables  y  respectivamente, que se forman con la horizontal,
Para poder calcular el área A de la sección irregular, según la teoría del cálculo, se emplea una integral de línea en sentido contrario a las manecillas del reloj (para resultado positivo). 
Pero el vector r, no es fácilmente implementable en la vida real, ya que se tiene un largo y un ángulo variables. Para simplificar la implementación del vector r, se recurre a la suma de dos vectores cuyo módulo es constante, pero se tendrían dos ángulos variables, los cuales son sencillos de medir.

## Obtención del modelo matemático
Para calcular el área de una región {\displaystyle \Omega }  se utiliza la integral de línea del campo {\displaystyle \mathbf {F} (x,y)=-{\frac {y}{2}}\mathbf {i} +{\frac {x}{2}}\mathbf {j} } sobre la frontera {\displaystyle \partial \Omega }. Aplicando el teorema de Green se obtiene:
{\displaystyle \oint _{\partial \Omega }\mathbf {F} \cdot \mathrm {d} {\boldsymbol {\ell }}=\iint _{\Omega }\left({\frac {\partial F_{y}}{\partial x}}-{\frac {\partial F_{x}}{\partial y}}\right)\,\mathrm {d} S=\iint _{\Omega }1\,\mathrm {d} S={\text{Area}}(\Omega )}

## Conclusiones
La ecuación (4) es fácilmente programable en muchos lenguajes de programación de alto nivel (PASCAL, C, FORTRAN, etc), debido a que sólo se necesita de un muestreo de los ángulos  y .
Incluso los ángulos se podrían medir manualmente e ingresar los datos registrados al programa del planímetro.